# Галистинова къща (Стериопи Галистину)
Галистиновата къща (на гръцки: Οικία Γκαλιστινού) е къща, архитектурна забележителност в град Костур, Гърция.

## Местоположение
Къщата е разположена на улица „Агии Теодори“ в югоизточната махала Носокомио (Болница), над църквата „Свети Апостоли Сервиотски“.

## История
В 1965 година сградата е обявена за паметник на културата. Към началото на XXI век от къщата е оцелял само първият каменен етаж.